# Richard Chancellor
Richard Chancellor (Bristol, Anglaterra, ? - algun indret de l'Àrtida, 1556) va ser un explorador i navegant anglès, el primer a endinsar-se al mar Blanc i establir relacions comercials amb Rússia. Va ser un dels fundadors de la Companyia de Moscòvia i morí en un naufragi de tornada del segon viatge al mar Blanc.

## Biografia
Richard Chancellor, nascut de Bristol, va iniciar-se com a explorador i navegant a les ordres de Sebastià Cabot i el geògraf John Dee. Cabot sempre havia volgut arribar a l'Àsia a través de l'oceà Àrtic. Després d'haver navegat gairebé tota la vida al servei de la Corona Espanyola, arribant a ser capità general i havent dirigit una fracassada expedició cap a les Índies, en retirar-se el 1547 va tornar a Anglaterra. Eduard VI li va concedir una pensió vitalícia i el va nomenar gran pilot del Regne. Cabot va convèncer el rei perquè promocionés noves exploracions.

### LaCompanyia de mercaders aventurers
El 1551, a Londres, Sebastià Cabot, Hugh Willoughby i Chancellor van fundar una companyia comercial, la «Mystery and Company of Merchant Adventurers for the Discovery of Regions, Dominions, Islands, and Places unknown», una companyia que tenia a John Dudley, I duc de Northumberland com a principal mecenes i a Cabot com a director. S'esperava amb ella no només descobrir una nova ruta comercial a Orient, la tan buscada ruta del Mar del Nord, sinó també trobar nous mercats per als draps de llana anglesos. Aquesta Companyia d'aventurers mercants (1552-1553) serà l'antecedent de la Companyia de Moscòvia.

### Primera expedició a l'Àrtic (1553-1554)
La primera expedició de la companyia se li va encarregar a Willoughby, que sembla haver estat triat per la seva capacitat de lideratge, però que no tenia molta experiència nàutica o de navegació. L'expedició constava de tres vaixells: el Bona Esparanza, sota el comandament de Willoughby, l'Edward Bonaventure, al comandament de Chancellor, que actuava com a segon i com a pilot en cap, i el Bona Confidentia, al comandament de Cornelias Durfoorth.
Els vaixells van partir de Londres el 10 de maig de 1553 i uns enormes remolins al mar de Noruega, davant de les illes Lofoten, van separar el vaixell de Chancellor. El 14 setembre 1553 Willoughby va arribar al cap Nord, i va posar rumb est, internant-se en el mar de Murmansk, arribant fins a les costes occidentals de Nova Terra. Després de reconèixer les costes de l'arxipèlag van iniciar el retorn a Escandinàvia, però van quedar atrapats pel gel prop de la desembocadura del riu Varzina, a l'est de l'actual Múrmansk. Els 70 membres de la tripulació, entre ells el capità Willoughby, foren trobats morts per uns pescadors russos l'any següent.
Chancellor, amb el vaixell Edward Bonaventure i en el qual també hi navegava com a mestre Steven Borough, va ser més afortunat i a finals d'agost havia trobat l'entrada al mar Blanc. El 24 d'agost de 1553 va arribar al port de Severodvinsk, al delta del Dvinà Septentrional (a uns 35 km a l'oest de l'actual Arkhànguelsk, que seria finalment fundada el 1584 per a prestar serveis al creixent comerç). La regió acabava de ser recentment afegida a Moscòvia, i quan el Tsar Ivan el Terrible va saber de l'arribada de Chancellor, immediatament va convidar els exòtics convidats a visitar Moscou per a una audiència a la cort reial.
Chancellor va fer el viatge de més de 1.000 km a Moscou a través del país cobert de neu i gel. Va trobar Moscou molt gran i amb construccions molt primitives, ja que la majoria de les cases eren de fusta. No obstant això, el palau del Tsar era molt luxós, així com els sopars que van oferir-li en honor seu. El tsar rus volia obrir rutes comercials marítimes amb Anglaterra i altres països, ja que Rússia encara no tenia en aquesta època una connexió amb el mar Bàltic i tota la zona era reivindicada per les potències veïnes de la Mancomunitat de Polònia-Lituània i l'Imperi suec. A més, la Lliga Hanseàtica tenia el monopoli sobre el comerç entre Rússia i Europa Occidental i Central. Chancellor també estava esperançat en trobar un bon mercat per a la llana anglesa i augurant una bona recepció de les pells russes i altres béns a canvi. El tsar li va donar cartes per dur a Anglaterra convidant als comerciants britànics i prometent privilegis comercials.

### Segona expedició al mar Blanc (1555-1556)
Quan Chancellor va tornar a Anglaterra, l'estiu de 1554, el rei Eduard havia mort, i la seva successora, Maria I d'Anglaterra, havia executat a Northumberland per posar en el seu lloc a Lady Joana Grey. Res tenia contra Cabot i Chancellor, però la Companyia de mercaders aventurers va canviar el seu nom oficialment per carta real el 26 de febrer de 1555, descrita com: «The Marchants Adventurers of England for the Discovery of Lands, Territories, Iles, Dominions and Seigniories Unknowen, and Not before that Late Adventure or Enterprise by Sea or Navigation Commonly Frequented», que aviat seria coneguda com a Muscovy Company, Russia Company, o Company of Merchants Trading with Russia. Chancellor va ser enviat de nou a Rússia l'any següent per la ruta del mar Blanc.
En aquest viatge Chancellor es va assabentar del tràgic destí de Willoughby, va recuperar els seus papers i vaixells i va trobar les notes sobre el descobriment de Nova Terra. Chancellor va passar l'estiu de 1555 tractant amb el Tsar, organitzant les partides comercials i tractant d'aprendre com podria arribar la Xina per la ruta nord.
El 1556 Chancellor va iniciar el viatge de tornada cap a Anglaterra, portant amb ell el primer ambaixador rus al seu país, Osip Nepeya. Van deixar el port del monestir Nikolo-Korelsky a la tardor, amb una flota de vaixells composta per l'Edward Bonadventure, el Philip and Mary i els dos vaixells recuperats de Willoughby. Amb l'arribada de l'hivern la flota va tractar de passar l'hivern al fiord de Trondheim, a la costa nord-oriental noruega. El Bona Esperanza es va enfonsar, el Bona Confidentia va semblar entrar al fiord, tot i que mai més es va saber d'ell, i el Philip and Mary va hivernar amb èxit a l'interior del fiord, arribant a Londres el 18 d'abril de la primavera següent. L'Edward Bonadventure va decidir no entrar al fiord i intentar arribar a temps a la costa escocesa, però va naufragar a Pitslago el 7 de novembre. Chancellor va perdre la vida, mentre que l'enviat rus va sobreviure, aconseguint arribar a la costa, on va ser pres com a ostatge pels escocesos, arribant uns mesos més tard finalment a Londres.
Chancellor va morir però havia trobat una nova manera d'arribar per mar a Rússia, i encara que amb el temps va ser substituïda per una de millor, aquesta ruta va romandre durant anys com l'única ruta viable pels anglesos.